# Gaspard de Goussé de La Roche-Allard
Gaspard de Goussé, comte de la Roche-Allard (de la Rochallard), seigneur de Dislay, Ardin, Basses-Rues de Saint-Gouard et du Fief en Saintonge, vicomte de Ville-en-Tardenois, né vers 1664 à Coulonges-les-Royaux et décédé à Rochefort, le 7 janvier 1745, est un aristocrate et officier de marine français des XVIIe et XVIIIe siècles. Pendant les soixante-dix ans qu'il passe au service de la Royale, il prend part aux grandes guerres de Louis XIV et de Louis XV et termine sa carrière militaire au grade de vice-amiral de la flotte du Levant.

## Biographie

### Origines et famille
Gaspard de Goussé, comte de La Roche-Allard descend d'une famille noble originaire du Poitou et possédant une seigneurie à La Roche-Allard, située près de Langeais en Indre-et-Loire.
Il est le fils ainé de Léonard de Goussé de La Roche-Allard et de Marguerite de Châteauneuf. De cette union naissent trois enfants: 
- Gaspard de Goussé, comte de La Roche-Allard
- Louise Émilie de Goussé de La Roche-Allard († 1717)
- Gaspard Charles de Goussé, marquis de La Roche-Allard (v. 1672 - † 1748)[3]

Son père, officier de marine, s'illustre le 4 septembre 1643 lors de la bataille de Carthagène pendant la Guerre de Trente Ans. Commandant quatre navires de la flotte du duc de Brézé, il s'empare d'un vaisseau anglais et sert avec distinction au combat contre la flotte d'Espagne. Capitaine de vaisseau, il est tué le 22 mai 1694 en allant mettre le feu à des vaisseaux espagnols retirés dans un petit port près Tortose.

### Carrière dans la marine royale

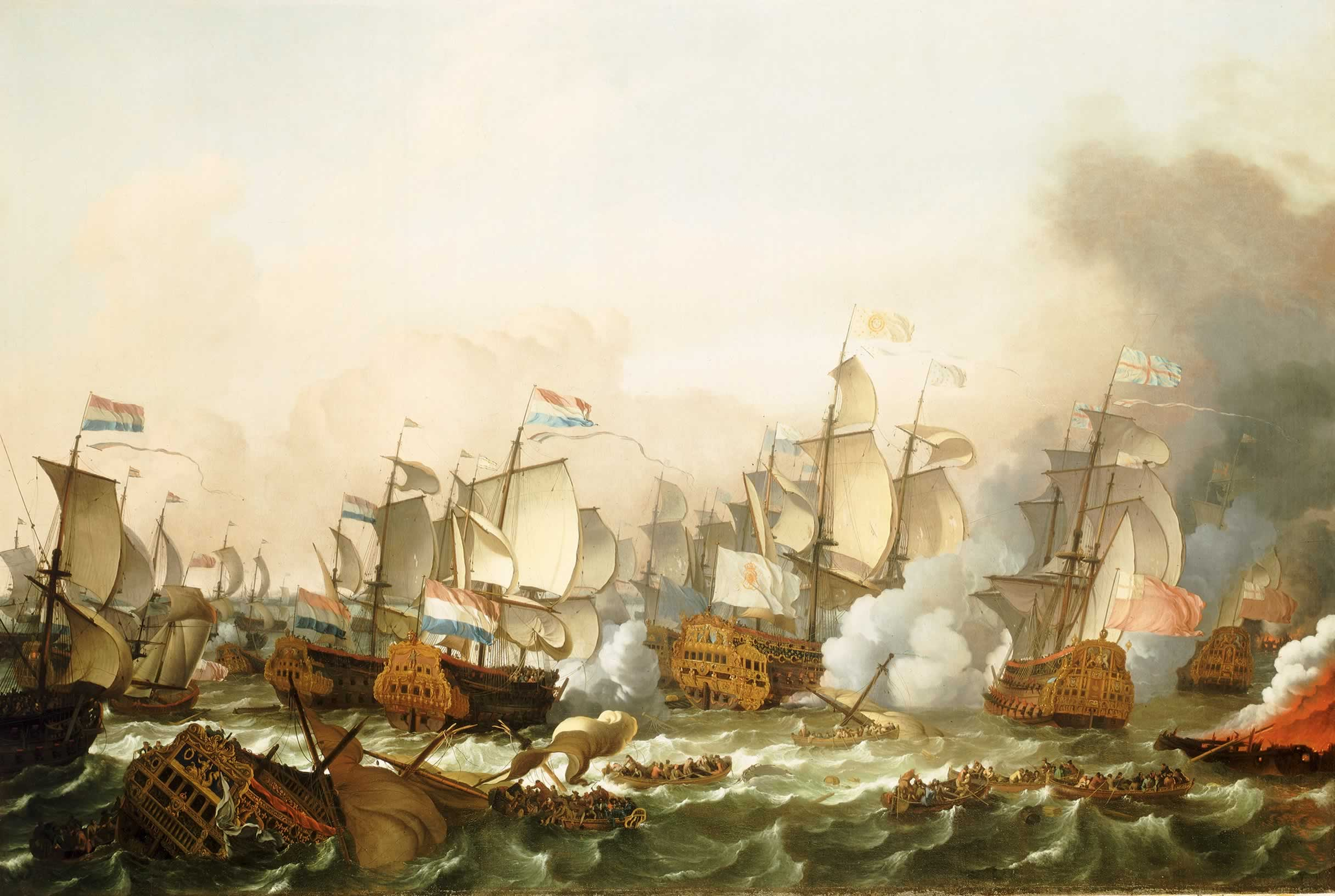
La bataille de Barfleur-La Hougue à laquelle participe Gaspard de Goussé de La Roche-Allard en 1692.

Il est admis dans la Marine royale comme volontaire le 26 mars 1675. Il connait ensuite une série de promotions rapides : garde de la Marine le 1er décembre 1676, il est promu enseigne de vaisseau le 26 janvier 1680 puis lieutenant de vaisseau le 1er janvier 1684. 
Promu capitaine de vaisseau, il commande Le Henry, 64 canons, lors du désastre de la Hougue en 1692. Cependant, son vaisseau échappe à la destruction et il participe l'année suivante à la victoire du maréchal de Tourville sur le vice-amiral George Rooke au combat de Lagos les 17 et 18 juin, au cours duquel une partie du « convoi de Smyrne » est capturé. Le 6 février 1694, il est fait chevalier de Saint-Louis. 
Pendant la guerre de Succession d'Espagne, La Roche-Allard sert avec distinction dans le combat livré entre Malaga et Gibraltar le 24 août 1704, au sein de la flotte franco-espagnole réunie sous des ordres du comte de Toulouse, face aux escadres réunies d'Angleterre et de Hollande. Il monte à cette occasion L'Excellent (60 canons) au sein du corps de bataille. 
La paix revenue, il occupe le poste de gouverneur de Saint-Domingue de décembre 1723 à octobre 1731.
Promu au grade de chef d'escadre surnuméraire, La Roche-Allard est fait grand'croix de l'ordre royal et militaire de Saint-Louis le 27 mars 1728. 
Le 17 juin 1730, il est nommé lieutenant-général des armées navales du Roi et commandeur de l'ordre royal et militaire de Saint-Louis au mois de septembre avec une pension de 3 000 livres. Il est nommé commandant la marine dans le port de Rochefort. En 1740-1741, au début de la guerre de Succession d'Autriche, il conduit une escadre dans les Antilles. En mai 1741, son frère, le marquis de la Roche-Allard est élevé au même grade.
Nommé vice-amiral de la flotte du Levant début 1745, n'occupe jamais ce poste puisqu'il meurt une semaine après sa nomination. Il décède à Rochefort, le 7 janvier 1745, à l'âge de quatre-vingt-un ans.

## Descendance
Il épouse en 1705 Marguerite-Angélique Perrot, fille de François-Marie Perrot, seigneur de Meaux (1644-1691), gouverneur de Montréal et de l'Acadie, avec qui il a trois filles:
- Marguerite de Goussé de La Roche-Allard, elle épouse Charles-Alexandre Morel, comte d'Aubigny
- Angélique de Goussé de La Roche-Allard (1714-1769)
- Marguerite-Charlotte de Goussé de La Roche-Allard (1708-?), elle épouse en 1735 Gaspard Charles Goussé de La Roche-Allard, son oncle.

### Sources et bibliographie
- Michel Vergé-Franceschi, La Marine française au XVIIIe siècle : guerres, administration, exploration, Paris, SEDES, coll. « Regards sur l'histoire », 1996, 451 p. (ISBN 2-7181-9503-7)
- Michel Vergé-Franceschi (dir.), Dictionnaire d'histoire maritime, Paris, éditions Robert Laffont, coll. « Bouquins », 2002, 1508 p. (ISBN 2-221-08751-8 et 2-221-09744-0, BNF 38825325)
- Rémi Monaque, Une histoire de la marine de guerre française, Paris, éditions Perrin, 2016, 526 p. (ISBN 978-2-262-03715-4)
- Étienne Taillemite (nouvelle édition revue et augmentée), Dictionnaire des marins français, Paris, éditions Tallandier, 2002, 573 p. (ISBN 2-84734-008-4)
- Charles La Roncière, Histoire de la Marine française : La crépuscule du Grand règne, l’apogée de la Guerre de Course, t. 6, Paris, Plon, 1932, 674 p. (lire en ligne)
- Georges Lacour-Gayet, La Marine militaire de la France sous le règne de Louis XV, Honoré Champion éditeur, 1910 (1re éd. 1902) (lire en ligne)
- Théophraste Renaudot, Gazette de France, vol. 2, 1767 (lire en ligne), p. 191
- M. d'Aspect, Histoire de l'Ordre royal et militaire de Saint-Louis, vol. 3, Paris, chez la veuve Duchesne, 1780 (lire en ligne), p. 218